# 鈴子の恋
『鈴子の恋 ミヤコ蝶々女の一代記』（すずこのこい ミヤコちょうちょうおんなのいちだいき）は、2012年1月5日から3月30日まで東海テレビと共同テレビの共同制作によりフジテレビ系列の昼の帯ドラマ枠で放送されていた日本のテレビドラマ。平均視聴率4.2%。

## 概要
激動の昭和時代に波乱万丈な人生を生き抜いた女優のミヤコ蝶々（本名：日向鈴子）の生涯を描いた昼ドラマ。鈴子を演じるのは本作がテレビドラマ初主演となる元宝塚歌劇団月組トップ娘役・映美くらら。鈴子の母役で共演の浅野ゆう子は東海テレビ帯ドラマでは本作が初出演となる。また、鈴子の父役で出演する片岡鶴太郎は左利きによる毛筆書きで本作のタイトルロゴも手がけている。
キャッチコピーは「献身。愛欲。蝶々。」。

## 出演

### 主要人物
日向鈴子（ミヤコ蝶々）：映美くらら（幼少時代：美山加恋）
主人公。旅芝居「日向鈴子一座」の座長→吉本興業所属芸人。のちに秋田の命名により芸名を「ミヤコ蝶々」とする。
旅芝居一座に育ったため、幼少期は学校に殆ど通えず、地元の子供から「河原乞食」と罵られた事もあるが、その際には相手に毅然とした態度で言い返すなど勝ち気な性格の少女であった。その後は芸に生きながら恋をするが二度も周りにより引き裂かれる。その後せいに見抜かれて吉本に引き抜かれるが周りからは冷遇されていた。その際支えてくれた柳枝と不倫の末結婚、戦後は二人で劇団を立ち上げるが柳枝が劇団員の美麗と関係した事で離婚。さらに相方の一郎とうまくいかなかったこともあってヒロポンに溺れたが、朝治の支えにより克服し彼と再婚するも、またも不倫され離婚に至った。更に、朝夕放送のプロデューサー・田淵とは相思相愛だがすれ違いが続いていた。彼とやがて関係を持つが田淵は郁子とも肉体関係になっていた。
尊敬していたワカナを亡くした経緯もあり、ヒロポンを嫌うが、一時自身も、ヒロポンに溺れた事がある。
日向さき：浅野ゆう子
鈴子の継母。英次郎の現妻。元は芸者であったが英次郎と駆け落ちした。鈴子とは血の繋がりはないが、鈴子を実の娘のように愛情を持って育てた。鈴子の芸事の師匠。鈴子の劇団が中国慰問中に白血病により亡くなる。
ミス・ワカナ：三倉佳奈
鈴子が慕う破天荒な天才漫才師。鈴子の良き理解者。恋愛にはオープンな性格。後にヒロポンに溺れ、柳枝劇団のサポートもあって立ち直るが、ヒロポンが遠因により若くして亡くなる。
三遊亭柳枝：神保悟志
落語家。鈴子の最初の夫。彼女とは不倫の末に再婚した。鈴子の3度目の恋の相手。美麗との関係が原因で離婚。その後も鈴子とは交流しており、鈴子の腕の中で末期の肝臓病のため亡くなる。
斎藤ハナ：多岐川裕美（特別出演）
鈴子と英一の実母。英次郎の元妻。
吉村朝治（南都雄二）：山崎樹範
鈴子の弟子、後に相方。2度目の夫。鈴子の4度目の恋の相手。郁子との関係中に子供ができたのが原因で離婚。離婚後も鈴子とは仕事上のパートナーであり、私生活でも鈴子に甘えていた。愛する鈴子の横で患っていた糖尿病により、静かに亡くなる。
坂巻良太：鈴木裕樹（幼少時代（橋口良太）：西井幸人）
鈴子の初恋の相手。筑豊の資産家の家に育つが、実家が破産。バイオリンをこよなく愛する。南京で鈴子と再会するが、ビルマ戦線で左手を失う。ワカナにヒロポンを教えてしまう。しばらく大阪の闇市で働いていたが音楽を志し東京へ。後に指揮者として頭角を現しドイツの楽団で活躍する。
春夫：佐野和真
一座の漫才師兼ギター演奏者。幼い鈴子に読み書きを教えていた。鈴子と漫才コンビを組んでいた頃、赤紙が届く。復員後は「倶楽部ほうぜんじ」で働く。
佐伯真蔵：木村了
劇場主の息子。鈴子の2度目の恋の相手。鈴子と駆け落ちしたが実家に戻され、鈴子を忘れるため資産家の娘と結婚。劇場経営を継ぎ、その後も鈴子を支援している。
吉本せい：かとうかず子
吉本興業の創業者。鈴子を何かと気にかけている。
日向英次郎：片岡鶴太郎
鈴子の父。さきの夫。一座の座頭。和歌山の軍需工場で働いていたが、記憶喪失と結核のため終戦後数年間連絡が取れなくなる。鈴子に引き取られ、暫くして亡くなる。

### 日向鈴子一座
夏子：大谷みつほ
一座の漫才師。花丸と不倫関係になり妊娠し、娘・美咲を出産したが里子に出す。成人した美咲と再会し和解する。
秋夫：酒井扇治郎
一座の漫才師。復員後はゲイの青年となって戻ってくる。劇団解散後も鈴子担当の衣装係。
冬子：田中涼子
一座の漫才師。
蓮華：小野かおり
一座の漫才師。花丸の妻。のちに、『クラブ ほうぜんじ』のママになる。
花丸：五代高之
一座の漫才師。元落語家。蓮華の夫。美咲の父。女癖が悪く、夏子と関係し妊娠すると姿を消した。
末期がんのため、娘・美咲が働く大阪の病院で亡くなる。
玉祭：山野海
女講談師。料理係。劇団解散後は鈴子の家の家政婦となる。
一流斉天宝：田口主将
奇術師。衣装係。
松夫：猪飼公一
竹夫：鎌田雅利
梅子：大桃育美

### 三遊亭柳枝劇団
早乙女美麗：多岐川華子
宝塚を目指していた容姿端麗な女優。理由は不明だが鈴子を憎み、さくらや桔梗に辛く当たる。柳枝を誘惑し愛人関係を持ち、離婚の原因を作る。柳枝の子を妊娠していたが流産し、その後は行方不明。
さくら：八木静里菜
劇団の女優。
桔梗：矢野未来
劇団の女優。

### 芸人たち
横山エンタツ：青野敏行
人気漫才師。幼い頃より鈴子に目をかける。
花菱アチャコ：桂茶がま
漫才師。エンタツの相方。
玉松一郎：清水伸
漫才師。ミス・ワカナの相方。ワカナ死後は、二代目ワカナとなった鈴子とコンビを組むが、上手くいかず解散した。
芳一：ケン（水玉れっぷう隊）
漫才師。河内家芳春師匠のもとでのミス・ワカナの相方。
杉浦エノスケ：アキ（水玉れっぷう隊）
漫才師。エンタツの弟子で相方。
鶴子と亀雄：かつみ♥さゆり
吉本興業所属の夫婦漫才師。
かえでともみじ：大山ルミ・大山恵理乃
吉本興業所属の漫才師。
柊竹団治：藤原光博（リットン調査団）
吉本興業所属の落語家。
幹てつや
柊竹団治の一番弟子。
柳吉：松本康太（レギュラー）
三遊亭柳枝の弟子。
秋田Aスケ・Bスケ：山本禎顕・秋山直太朗
MZ研進会に参加。しゃべくり漫才を得意とするコンビ。
夢路いとし・喜味こいし：船越哲志・功力富士彦
MZ研進会に参加。漫才だけでなく、後に司会者としても活躍する兄弟コンビ。

### その他
斎藤英一：真山明大
英次郎とはなの息子。鈴子の実兄。妹・鈴子と父・英次郎と再会するが、赤紙により戦争に駆り出され、終戦後2年ほどして復員した。
佐伯純蔵：山崎銀之丞
新宮の劇場主。真蔵の父。
轟金之助：三波豊和
轟金之助劇団の座長。英次郎の友人。
御子柴：彦摩呂
鈴子一座の中国公演の興行師。のちに新興演芸に入社。
一関成彰：岡田浩暉
日本陸軍の大佐。（モデルは歩兵第101連隊の飯塚国五郎大佐）わらわし隊の皇軍慰問で鈴子とワカナに出会い、ワカナから一方的に想いを寄せられるが、気付かず鈴子を愛する。南方での戦死の臨時ニュースが、鈴子とワカナ一郎のラジオでの漫才生放送中に伝えられた。
松本：ほんこん
さきの担当医。
美咲：尾崎千瑛（幼少時代：福村美桜）
夏子の娘。父は花丸。鈴子一座で育てられるも、後に柳枝の姉のもとへ里子に出された。成長すると看護婦となり、大阪の病院に勤務している。
千鳥：太沢えり
倶楽部ほうぜんじのホステス。
駒子：岩橋道子
柳枝の元妻。鈴子と柳枝が離婚。すると、一時期柳枝と復縁したが、後に再び離婚する。
翔崎進：水沢駿
ラジオ局（NHK大阪放送局）のスタッフ。
桜井：石原善暢
医師。
佐伯茂子：海老瀬はな
真蔵の妻。夫婦仲は冷え切っている。
立花修一：徳山秀典（友情出演）
英次郎の消息を伝えにきた戦友。
岡田郁子：宮下ともみ
バー三日月のママ。元は喫茶バタフライのウェイトレス。南都雄二の妻。まだ彼との関係が愛人中に妊娠し、雄二の2度目の妻となり、2人の子供を出産した。後にバーを再開し、田淵と肉体関係になる。
秋田實：西川きよし（特別出演）
MZ研進会主宰。漫才作家の草分け的存在。ラジオ、テレビの構成作家としても活躍。
鈴子と朝治を「蝶々・トンボ」→「ミヤコ蝶々・南都雄二」と命名した。
田淵勝也：田中幸太朗
蝶々・雄二が司会を務めるラジオ番組『漫才学校』『夫婦善哉』を担当する朝夕放送（朝日放送がモデル）のプロデューサー。鈴子とは相思相愛だがすれ違いが続いていた。やがて鈴子と関係を持つが、郁子とも肉体関係を持った。
木村栄：北村隆幸（歌唱：横山達夫）
良太が作詞作曲し指揮した「荒野の女神」を歌う歌手。
関本：田口守
朝夕放送の部長。田淵の上司。
村山：渋谷天外
『夫婦善哉』を専属提供する小山製薬（小野薬品工業がモデル）の専務。
東田リナ：八木のぞみ
『夫婦善哉』のアシスタントプロデューサー。雄二の不倫相手。
ゴ・テウ：KoN
良太と同じドイツの楽団に所属する韓国ナンバーワンバイオリニスト。
ほか

## スタッフ
- 企画：西本淳一（東海テレビ)
- 脚本：大石静、長沖渉
- 演出：木下高男、三木茂、小山田雅和、朝比奈陽子
- 題字：片岡鶴太郎
- 音楽：森英治
- 音楽プロデュース：S.E.N.S. Company
- 主題歌：松任谷由実「恋をリリース」（EMIミュージック・ジャパン）
- 企画協力：上田浩人（松竹）
- 協力：ミヤコ蝶々記念館
- 着物協力：山口美術織物
- 衣装・メイク協力：PRINCESS GARDEN、勝太郎館、お世話や、Surya、Colette Malouf、MORINO BRIDAL SALON INC、京香織、HITOSHI TAKAYANAGI
- 撮影協力：わたらせフィルムコミッション、江戸東京たてもの園、常盤座歌舞伎保存会、中川市、大泉工場、中川市教育委員会、房総のむら、下呂市白雲座、明治座活用委員会、浅草演芸ホール、ながめ余興場
- 制作協力：ベイシス
- 日舞指導：松本幸龍
- 三味線指導：笹木美きえ
- 殺陣指導：ケン・スタントクリエーション
- 舞台指導：愛望美
- 音楽指導：本多計広
- 漫才指導：前田政二
- アコーディオン：田ノ岡三郎
- ヴァイオリン：中田祐一
- ギター：福澤和也
- 技術協力：バスク
- 技術プロデュース：佐々木宣明
- 撮影：河江祐輔
- 照明：田中雄哉
- TD・撮影：白井哲矢
- 映像：林航太郎
- 音声：山成正己
- 選曲：谷川義春
- 編集：大森寛之
- MA：蜂谷博
- 音響効果：黄凱翔
- ライン編集：浅沼美奈子
- HDエフェクト：高岡直樹
- 美術プロデューサー：芝田正
- 美術協力：アックス
- スタジオ：緑山スタジオ・シティ
- デザイン：山田榮
- 装飾：宮代政明
- 美術制作：やすもとたかのぶ
- 装置：大森俊也
- 電飾：東浩輝
- メイク：浅岩美都子
- 浅野ゆう子メイク：内野晶子
- 衣装：天野多恵（おかもと技粧）
- 持道具：赤松慶人
- 建具：阿部英之
- 植木：兵頭二郎
- 広報：胡桃千春（東海テレビ）、山本章子（東海テレビ）
- WEB：平岡敏治（東海テレビ）
- 編成：吉田明弘（東海テレビ）
- WEBライター：田中あおい（東海テレビ）
- 制作デスク：八木美香（東海テレビ）
- 時代考証：天野隆子
- リサーチ：朝倉燎子（ユヌ・ファクトリー）
- スチール：大野孝枝
- 車輌：ファン
- 演出補：朝比奈陽子
- 制作担当：岩崎敬道
- 記録：戸井田望
- 制作主任：甲斐恵美理
- アシスタントプロデューサー：猪飼健夫（東海テレビ）、木下優希
- プロデュース：服部宣之（東海テレビ）、鈴木伸太郎（共同テレビ）
- 制作：東海テレビ
- 制作著作：共同テレビ

## 劇中歌
荒野の女神
第53話にて登場。坂巻良太が作詞・作曲し、良太が初恋の相手・鈴子に南京で再会した時の思い出を歌にしている。良太の指揮により歌手・木村栄が歌ってレコードが発売された。（実際の歌唱は横山達夫による。）
女神のワルツ
第55話にて登場。ミヤコ蝶々がテレビの音楽番組に出演した際に、良太が作詞した「荒野の女神」の歌詞を一部作り変えて作詞し良太の指揮のもとで歌った、南京で再会した時の鈴子の良太への思いを綴ったアンサーソングとなっている。後に「女神のワルツ」と題してミヤコ蝶々の歌でレコードが発売された。
「荒野の女神」「女神のワルツ」ともに、実際の作詞は脚本担当の大石静で、作曲・編曲は茂野雅道による。ともにドラマのために新たに制作されたオリジナル曲であり、「女神のワルツ」は映美くらら（ミヤコ蝶々名義）の歌により『鈴子の恋 オリジナル・サウンドトラック』の20曲目に収録され、ドラマが終了する3月末にはアマゾンのMP3ダウンロード(楽曲)で1位を記録した。

## 劇中で演奏・歌唱された曲
- 影を慕いて（第1,2,3話で良太がヴァイオリンで演奏、第3,5,9,15,18話で鈴子が歌唱、第20話で良太のヴァイオリン伴奏にて鈴子が歌唱。第33,39話でワカナが歌唱。第39話で鈴子の練習で良太と演奏。第41,42,43話で良太の闇市仲間が合奏。第62話（最終話）でゴ・テウが演奏）
- 千鳥の合方（第1,5話で鈴子が三味線で練習、第2話でさきが三味線で演奏）
- 荒城の月（第3話で鈴子がオルガンで演奏）
- 天国に結ぶ恋（第4話でワカナが歌唱）
- 野崎小唄（第10,11話で鈴子が歌唱）
- 別れのブルース（第15話で鈴子が歌唱）
- 露営の歌（第17,18話で日向鈴子一座が歌唱）
- 故郷（第17話で鈴子が歌唱、第18話でワカナ、鈴子が歌唱）
- 支那の夜（第18,33話でワカナが歌唱）
- 金色夜叉（中国語替え歌版。第18,20,27,32話でワカナが歌唱。第24,33,42話で鈴子が歌唱。第41話ではワカナが歌唱し直後に倒れる）
- わらわし隊（第18話で日向鈴子一座、ワカナが歌唱。第19話で鈴子とワカナが歌唱。原曲自体が皇軍大捷の歌の替え歌）
- ゴンドラの唄（第19話で英次郎とさきが歌唱、第21話で鈴子が歌唱、第29話で英次郎とその背中で泣く鈴子が歌唱）
- 人生の並木路（第19話で鈴子が歌唱）
- 東京ラプソディ（第19話でワカナが歌唱）
- 湖畔の宿（第22話で鈴子が歌唱）
- 旅の夜風（第25話で鈴子が歌唱）
- 二人は若い（第25話で鈴子と春夫が歌唱）
- 東京ブギウギ（第34,38話で日向鈴子一座が歌唱、第35,39話でワカナが歌唱）
- 三日月娘（第38話でワカナが歌唱）
- 荒野の女神（第53話で木村栄が歌唱）
- 女神のワルツ（第55話で良太の指揮にて鈴子が歌唱、第62話（最終話）で鈴子が歌唱）

## 劇中で上演された舞台
- 月形半平太（第1話）
- 安来節（第1話）
- 八百屋お七（第2,6話）
- 鏡山旧錦絵（第8,9話）
- ロミオとジュリエット（第9,10話）
- お染久松（第10,11,22話）
- 清水次郎長（第13話）
- 化け猫（鍋島の化け猫騒動からの創作。第15,17,21話）

## 関連商品

### CD
- 「恋をリリース」（松任谷由実、2012年3月14日発売、発売元：EMIミュージック・ジャパン）
- 「鈴子の恋」オリジナルサウンドトラック（森英治、2012年3月21日発売、発売元：EMIミュージック・ジャパン、20曲目に映美くららが歌う「女神のワルツ」を収録）